# Attenti a quei tre (miniserie televisiva)
Attenti a quei 3 è una miniserie televisiva italiana, diretta da Rossella Izzo, in due puntate, prodotta da Publispei in collaborazione con Rai Fiction, andata in onda in prima visione su Rai 1 il 4 e 5 marzo 2004, con Christian De Sica, Paolo Conticini, Brando De Sica, José Coronado, Lucrezia Lante della Rovere.

## Trama
La redenzione di Luca, Ricky e Michele, tre ladri gentiluomini, passa attraverso la collaborazione con l'Interpol per scovare l'organizzazione criminale legata ad un istituto di credito.